# فلستان خانم
فلستان خانم هي زوجة السلطان العثماني مراد الخامس. وُلدت في 1865 في بيتسوندا، وتوفيت في 1945 في إسطنبول.